# Alberto Del Rio
Pour les articles homonymes, voir Alberto Rodríguez.
José Alberto Rodríguez Chucuan (né le 25 mai 1977 à San Luis Potosi, Mexique) est un catcheur (lutteur professionnel) et un pratiquant d'arts martiaux mixtes mexicain. Il travaille actuellement dans diverses fédérations sous le nom d'Alberto El Patrón ou Alberto Del Rio.
Il est le fils du catcheur Dos Caras (en), et également le neveu de Mil Máscaras. Rodríguez pratique la lutte gréco-romaine durant sa jeunesse.
Il devient catcheur sous le nom de Dos Caras, Jr. au Mexique et au Japon, principalement à la Asistencia Asesoría y Administración (AAA) puis au Consejo Mundial de Lucha Libre (CMLL), où il remporte une fois le championnat du monde poids-lourds du CMLL. Il rejoint en 2009 le club-école de la World Wrestling Entertainment, la Florida Championship Wrestling, avant de faire ses débuts à SmackDown, l'un des principaux shows de la fédération. Il en devient l'année suivante l'un des principaux main eventers, remportant en 2011 le Royal Rumble, le Money in the Bank de Raw et deux fois le championnat de la WWE. Il remporte de même deux fois le championnat du monde poids-lourd en 2013. 
Il se fait renvoyer à l'été 2014 après avoir eu une altercation avec un employé de la WWE. Il retourne au Mexique lutter à la AAA et y devient Mega Campeonato AAA.
Il retourne à la WWE fin 2015 et y remporte le championnat des États-Unis de la WWE. Il se fait suspendre à deux reprises pour violation de la politique de bien-être avant de quitter la WWE en septembre 2016.
Il s'engage avec la Impact Wrestling / Global Force Wrestling et unifie le championnat du monde poids lourd de Impact Wrestling et le championnat Global de la Global Force Wrestling.

## Jeunesse et carrière de lutteur
Né à San Luis Potosí et fils du luchador Dos Caras (es), Rodríguez est diplômé de l'Universidad Autónoma de San Luis Potosí en architecture,. Ayant grandi dans une famille de lutteurs, Rodríguez décide d'apprendre la lutte gréco-romaine, sous la direction de Leonel Fernández et Juan Kolesni. Il gagne une place dans l'équipe nationale mexicaine de lutte gréco-romaine. Il est alors en voie de participer aux Jeux olympiques d'été de 2000 à Sydney, mais le Mexique n'envoie pas d'équipe de lutte cette année.

## Carrière de catcheur professionnel

### Asistencia Asesoría y Administración et passage au Japon (2000-2002)
Rodríguez s'entraîne auprès de son père et lutte masqué sous le nom de Dos Caras Jr.. Il fait sa première apparition le 9 mai 2000, en courant sauver son père durant un spectacle de l'Asistencia Asesoría y Administración (AAA) d'une attaque d'El Texano, Pirata Morgan et Espectro, Jr.. Après quelques apparitions télévisées, Dos Caras Jr. fait ses débuts officiels dans le ring le 29 septembre 2000 où il fait équipe avec Sangre Chicana, El Alebrije et La Parka, Jr. pour vaincre Los Consagrados (El Texano, Pirata Morgan, Espectro, Jr. et El Cobarde) au pay-per-view de l'été AAA Verano de Escandalo. Après ses débuts, Rodriguez part s'améliorer au Japon, faisant ses débuts le 11 octobre en s'associant avec son père et ils battent l'équipe d'El Azteca et Chiba. Au cours des deux années qui suivent, Caras travaillerait entre le Mexique et le Japon pour acquérir de l'expérience dans le ring.

### Consejo Mundial de Lucha Libre (2005-2009)

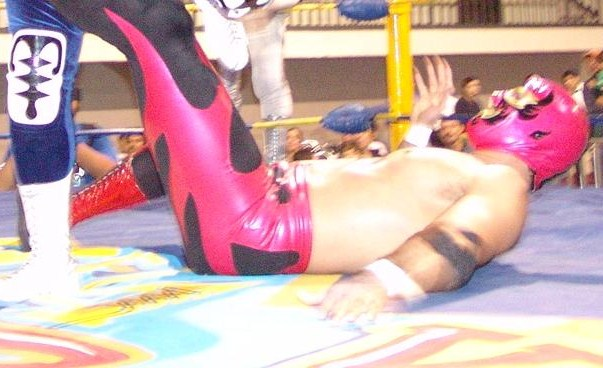
Dos Caras Jr. luttant à l'arène Coliseo Monterrey.

#### Técnico (2005-2009)
En 2005, Rodriguez signe un contrat avec CMLL. Dans son premier test dans la compagnie, Caras Jr. participe à la Copa 2005, mais le scénario du tournoi le fait perdre en demi-finale face au Dr Wagner, Jr. L'année suivante, le 31 mars 2006, Caras entre à nouveau dans le tournoi Copa Jr. et obtient la victoire retour sur Dr Wager, Jr., qui l'avait assommé lors du tournoi de l'année précédente. Il a également gagné contre Heavy Metal et Dantès Apolo pour gagner une place en finale, battant Héctor Garza pour remporter le prix.
Caras reçoit par la suite deux occasions d'affronter Universo 2000 pour le titre World Heavyweight, mais il décrocha une ceinture à sa troisième tentative, le 8 juillet 2007, quand il est devenu le CMLL World Heavyweight Champion. Il perd finalement ce titre face à Último Guerrero après 533 jours de règne.

### World Wrestling Entertainment (2009-2014)

#### Florida Championship Wrestling (2009-2010)
Le 17 juin 2009, Dos Caras Jr confirme qu'il a signé un contrat avec la World Wrestling Entertainment et est envoyé à la Florida Championship Wrestling. En outre, il conserve les droits sur son nom, le masque et l'image, mais permet à la WWE de les utiliser pour faire sa promotion. Puis, en 2009, Caras, Jr. adopte un nouveau gimmick, démasqué, sous le nom d'Alberto Banderas. L'année suivante, il fait des dark matchs à Raw, luttant sous le nom de Dos Caras Jr, sans porter son masque.

#### Débuts et rivalité avec Rey Mysterio (2010-2011)

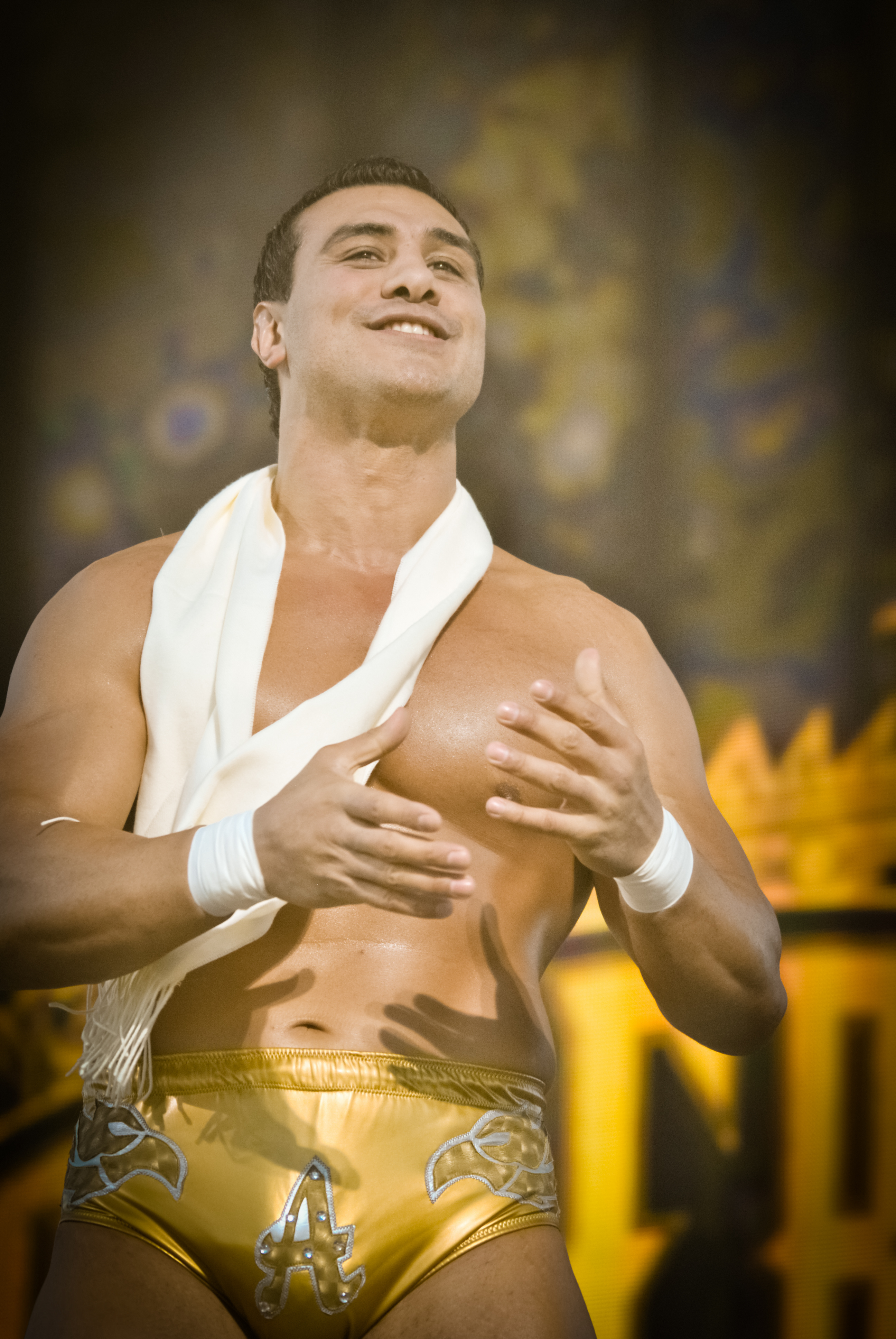
Alberto Del Rio en décembre 2010.

Le 25 juin 2010 à SmackDown, Rodriguez apparaît dans une promo pré-enregistrée qui lui est dédiée, sous le pseudonyme d'Alberto Del Rio et dans laquelle il indique clairement son rôle Heel et son gimmick de mexicain fortuné. De multiples spots le concernant sont diffusés par la suite. Il fait ses débuts à SmackDown le 20 août 2010. Pour son premier match il bat Rey Mysterio.
À Bragging Rights, il est dans l'équipe de Smackdown qui bat celle de Raw. Lors de TLC, il obtient sa première chance pour un titre mondial dans un Fatal Four Way Tables, Ladders and Chairs Match pour le World Heavyweight Championship contre Mysterio, Kane et Edge, qui remporte le match.

#### Vainqueur du Royal Rumble et rivalité avec Edge et Christian (2010-2011)
En parallèle, il fait partie des pros de la saison 4 de NXT, prenant sous son aile Conor O'Bryan qui se fait éliminer en 7e semaine. Brodus Clay, autre participant, choisit alors de le prendre comme pro alors qu'il était déjà associé à Ted DiBiase et Maryse. Clay finit deuxième de la saison, puis fait quelques apparitions aux côtés d'Alberto à SmackDown.
Le 30 janvier 2011, il remporte le premier 40-Man Royal Rumble Match de l'histoire lors du Royal Rumble en entrant 38e et obtenant ainsi d'office un match pour un titre mondial à WrestleMania XXVII. Il annonce dès le lendemain à Raw vouloir défier le champion du monde poids-lourd Edge. Edge ayant remporté l'Elimination Chamber de SmackDown, c'est donc lui qu'il affrontera pour la ceinture à WrestleMania. Dans l'intervalle, lors de Elimination Chamber, il affronte et bat le Champion Intercontinental Kofi Kingston. Après la victoire d'Edge dans l'Elimination Chamber, il vient l'agresser mais Christian, ami de longue date d'Edge vient le sauver et porte son KillSwitch sur Alberto.
Lors de WrestleMania XXVII, il perd contre Edge et ne remporte donc pas le World Heavyweight Championship. Lors du SmackDown du 8 avril, il bat Christian et devient challenger au titre mais à la suite du départ à la retraite d'Edge, son futur adversaire devient Christian.

#### WWE Champion et blessure (2011)

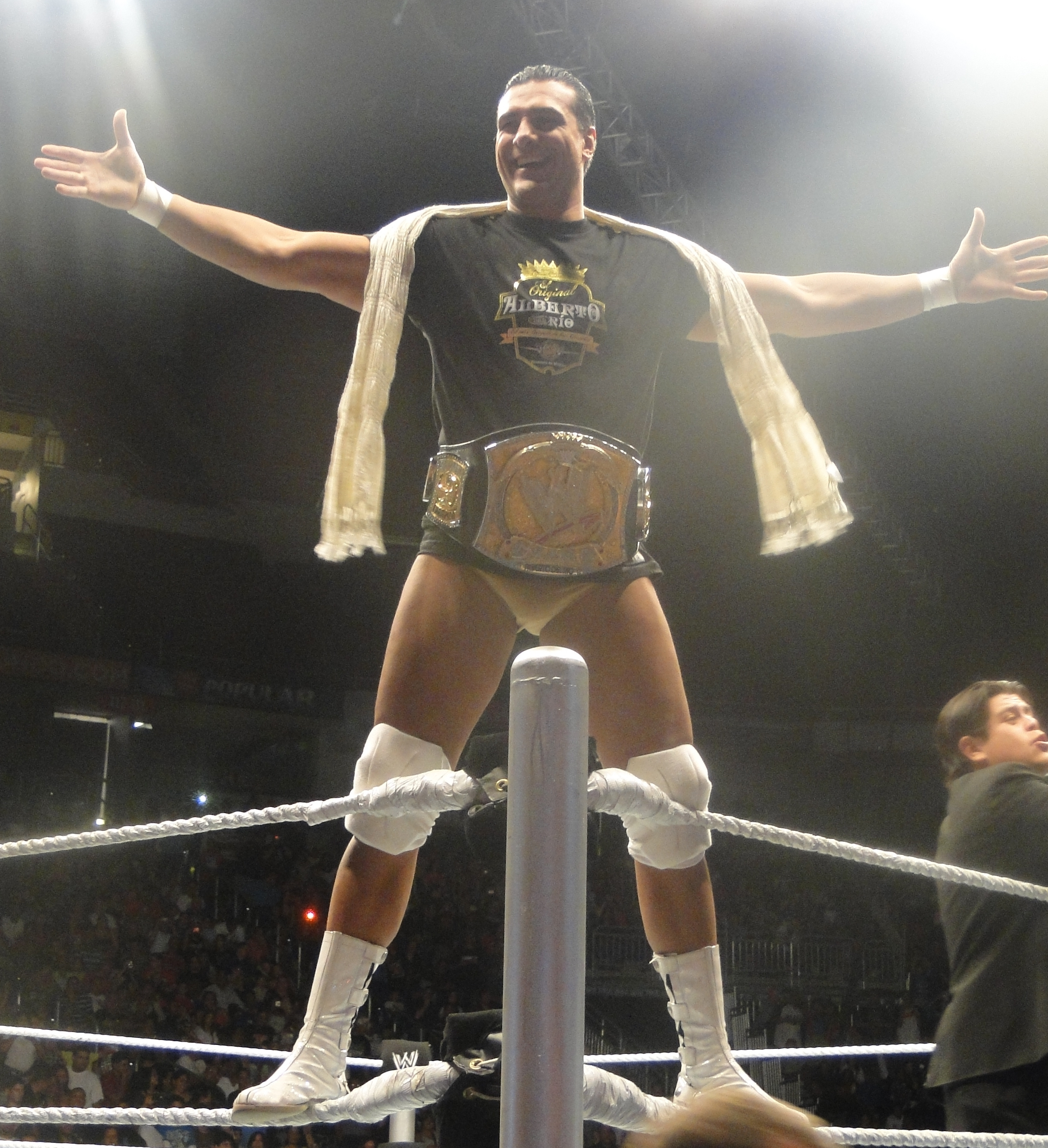
Alberto Del Rio en tant que champion de la WWE en 2011.

Le 25 avril 2011, lors du Draft, alors qu'il est toujours challenger au titre poids-lourd, il est envoyé à Raw. Lors d'Extreme Rules, il perd son match pour le titre contre Christian dans un Ladder Match après des interventions de Brodus Clay et d'Edge.
À Capitol Punishment, il gagne contre Big Show après que Mark Henry intervient pour agresser le géant et le rendre inapte à continuer le match.
Lors de Money in the Bank, il remporte le Money in the Bank de Raw. Lors de SummerSlam, il fait équipe avec The Miz et R-Truth et perd contre Kofi Kingston, John Morrison et Rey Mysterio ; plus tard dans la soirée, il remporte le WWE Championship pour la première fois de sa carrière lorsqu'il bat CM Punk en encaissant sa mallette après que ce dernier s'est fait attaquer par Kevin Nash.
Lors de Night of Champions, il perd son titre contre John Cena. À Hell in a Cell, il remporte à nouveau le titre après avoir fait le tombé sur Punk dans un Hell in a Cell Match. Lors de Vengeance, il conserve son titre contre John Cena. Aux Survivor Series, il perd le titre contre CM Punk.
Lors de TLC, il perd face à CM Punk dans le Triple Threat Match incluant aussi le Miz, et ne remporte pas le titre de la WWE. Le lendemain, il se blesse à l'aine à la suite de son 6 Man Tag Team Match avec le Miz et Dolph Ziggler contre CM Punk, Daniel Bryan et Zack Ryder.

#### Rivalités avec Sheamus et Randy Orton (2012-2013)

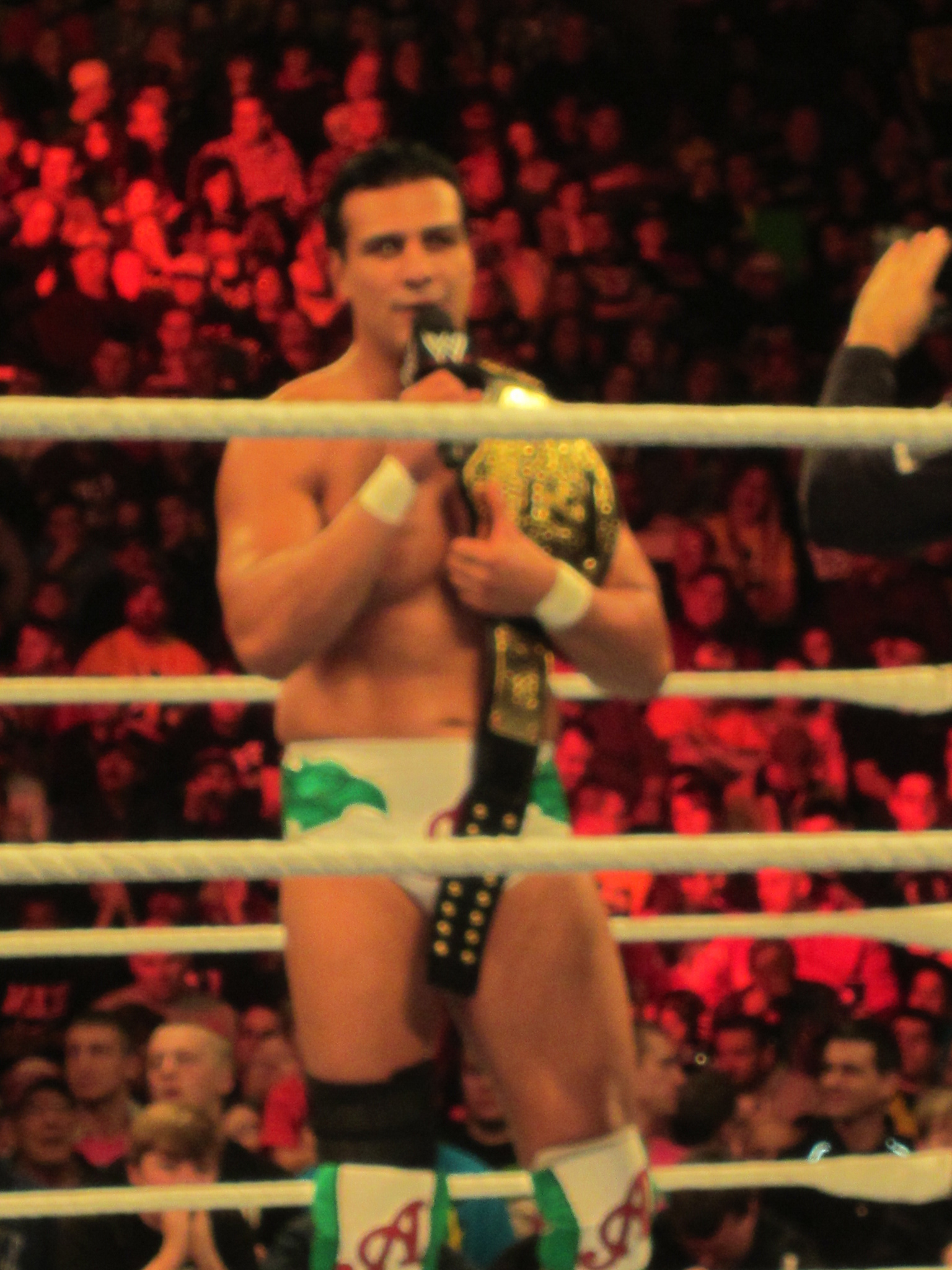
Alberto Del Rio en tant que champion du Monde poids lourds

Il fait son retour lors du Raw du 2 avril 2012 pour défier le champion du Monde poids lourds Sheamus. Il l'affronte ensuite à Over the Limit dans un Fatal Four Way Match comprenant aussi Chris Jericho et Randy Orton pour le titre, mais Sheamus parvient à conserver sa ceinture. Alberto obtient un autre match face à Sheamus pour le titre pour No Way Out, mais ne pourra pas le disputer à la suite d'une commotion cérébrale. Après cela, Alberto Del Rio perd quatre matchs pour le championnat du Monde poids lourds face à Sheamus : le premier lors du SmackDown du 29 juin qui comprend également Dolph Ziggler, le second lors de Money in the Bank, le troisième lors de SummerSlam, et le quatrième à Night of Champions.
Il entre ensuite en rivalité avec Randy Orton. Les deux hommes s'affrontent à Hell in a Cell, dans un match remporté par Orton. Il fait ensuite partie de l'équipe Ziggler aux Survivor Series, qui bat l'équipe Foley.

#### World Heavyweight Champion (2013)
Le 11 janvier 2013 à SmackDown, Alberto Del Rio bat le Big Show dans un Last Man Standing match et remporte pour la première fois le championnat du Monde poids lourds de la WWE. Il effectue par la même occasion un Face Turn. Il parvient à conserver le titre face au Big Show au Royal Rumble. Il défend à nouveau le titre face à Big Show à l'Elimination Chamber, match qu'il remporte.
Lors de WrestleMania 29, il bat Jack Swagger et conserve son World Heavyweight Championship.
Le lendemain à Raw, il gagne un Handicap Match face à Jack Swagger et Zeb Colter. Bien que blessé à la jambe après ce match, Dolph Ziggler profite de cette situation pour encaisser son Money in The Bank et ainsi débuter directement un match pour le titre, match que Del Rio perd. Lors d'Extreme Rules, il devient aspirant numéro 1 au titre de Dolph Ziggler.
Lors de Payback, il bat Dolph Ziggler et remporte son second titre poids-lourds . Lors de Money in the Bank, il conserve son titre contre Dolph Ziggler dans un NO Disqualification Match. À SummerSlam, il conserve son titre en battant Christian.
Lors de Night of Champions, il perd par disqualification contre Rob Van Dam et conserve son titre. Lors de Hell in a Cell, il perd le titre contre John Cena.
Lors de Survivor Series, il perd contre John Cena et ne récupère pas le titre.

#### Diverses rivalités puis licenciement (2013-2014)
Lors de Elimination Chamber, il perd face à Batista.
Lors de WrestleMania XXX, il perd dans la Battle Royal André the Giant au profit de Cesaro.
Lors de Money in the Bank, il ne remporte pas le titre au profit de John Cena.
Il effectue son dernier combat à la WWE le 5 août 2014 en perdant face à Jack Swagger lors de WWE Main Event.
Le 7 août, la WWE annonce son licenciement pour cause de mauvais comportement après avoir frappé un social manager qui a lors du déjeuner déclaré que Del Rio devait faire la vaisselle en référence à ses origines mexicaines,.

### Asistencia Asesoría y Administración (2014-2015)
Il est annoncé quelques jours après son renvoi qu'Alberto Rodriguez compte revenir au Mexique à la Asistencia Asesoría y Administración (AAA) pour TripleMania XXII le 17 août. Il ne peut cependant pas participer directement au spectacle en raison d'une clause de non-concurrence envers son ancien employeur. À TripleMania XXII il se présente au public au début du spectacle sous le nom d'El Patron Alberto au côté de son père Dos Caras (en) et est provoqué par Konnan, un des membres de la Nueva Sociedad. Il participe à son premier match le 14 septembre où avec La Parka et Myzteziz il bat Averno, El Texano Jr. et Perro Aguayo Jr.. Il entre en rivalité avec El Texano Jr. pour le championnat poids-lourds de la AAA de ce dernier qu'il remporte le 7 décembre à Guerra De Titanes. Le 24 mai avec Rey Mysterio Jr. et Myzteziz il remporte la Copa Mundial de Lucha Libre en éliminant successivement l'équipe de la Pro Wrestling NOAH (Taiji Ishimori, Yoshihiro Takayama et Atsushi Kotoge) puis l'équipe représentant les États-Unis (Moose, Cage et ACH) en demi-finale et enfin l'équipe de la Total Nonstop Action Wrestling - Lucha Underground (Matt Hardy, Mr Anderson et Johnny Mundo) en finale. Lors de Triplemanía XXIII, il bat Brian Cage dans un Hair vs. Hair Lucha de Apuestas. Son titre est rendu vacant le 9 novembre, à la suite de son départ de la fédération.

### Wrestle-1 (2014)
Le 1er novembre, il fait ses débuts à la Wrestle-1 et bat Masakatsu Funaki.

### Ring of Honor (2014-2015)

#### Débuts, course au titre de la télévision et départ (2014-2015)
Le 11 décembre 2014, la Ring of Honor annonce qu'il fera ses débuts au sein de cette fédération le 3 janvier 2015 sous le nom d'Alberto El Patron. Il fait ses débuts sur le ring le 3 janvier 2015 en battant Christopher Daniels. À la fin du match, il se fait attaquer par The House of Truth (Jay Lethal et J. Diesel) mais fut sauvé par The Addiction (Christopher Daniels et Frankie Kazarian). Il fait ses débuts en pay-per-view le 1er mars à 13th Anniversary Show où il affronte Jay Lethal pour le titre de la télévision de la ROH mais il ne parvient pas à lui ravir le titre. Il effectue son dernier match au sein de la fédération le 4 avril en faisant équipe avec Matt Sydal et ACH et battant Roderick Strong et The Briscoe Brothers.

### Lucha Underground (2015)
Le 17 janvier 2015, la Lucha Underground annonce que Rodríguez a signé avec cette fédération. Il a fait ses débuts lors des enregistrements de la télévision de la promotion à Los Angeles, en Californie, plus tard le même jour. Pendant ses débuts, Rodríguez, présenté comme Alberto El Patron, est attaqué par son rival de la AAA, El Texano Jr., qui a également fait ses débuts. Cela conduit à un match, le 25 mars, où il défend son AAA Mega Championship avec succès contre El Texano Jr. dans un Bullrope match. Ensuite, Alberto et Johnny Mundo entrent en rivalité jusqu'à Ultima Lucha, où Mundo bat Alberto après un interférence de Melina, la petite amie de Mundo. Le AAA Mega Championship est rendu vacant après que Del Rio est retourné à la WWE, l'empêchant ainsi de défendre son titre.

### Retour à la World Wrestling Entertainment (2015-2016)

#### Double champion des États-Unis et The League of Nations (2015-2016)

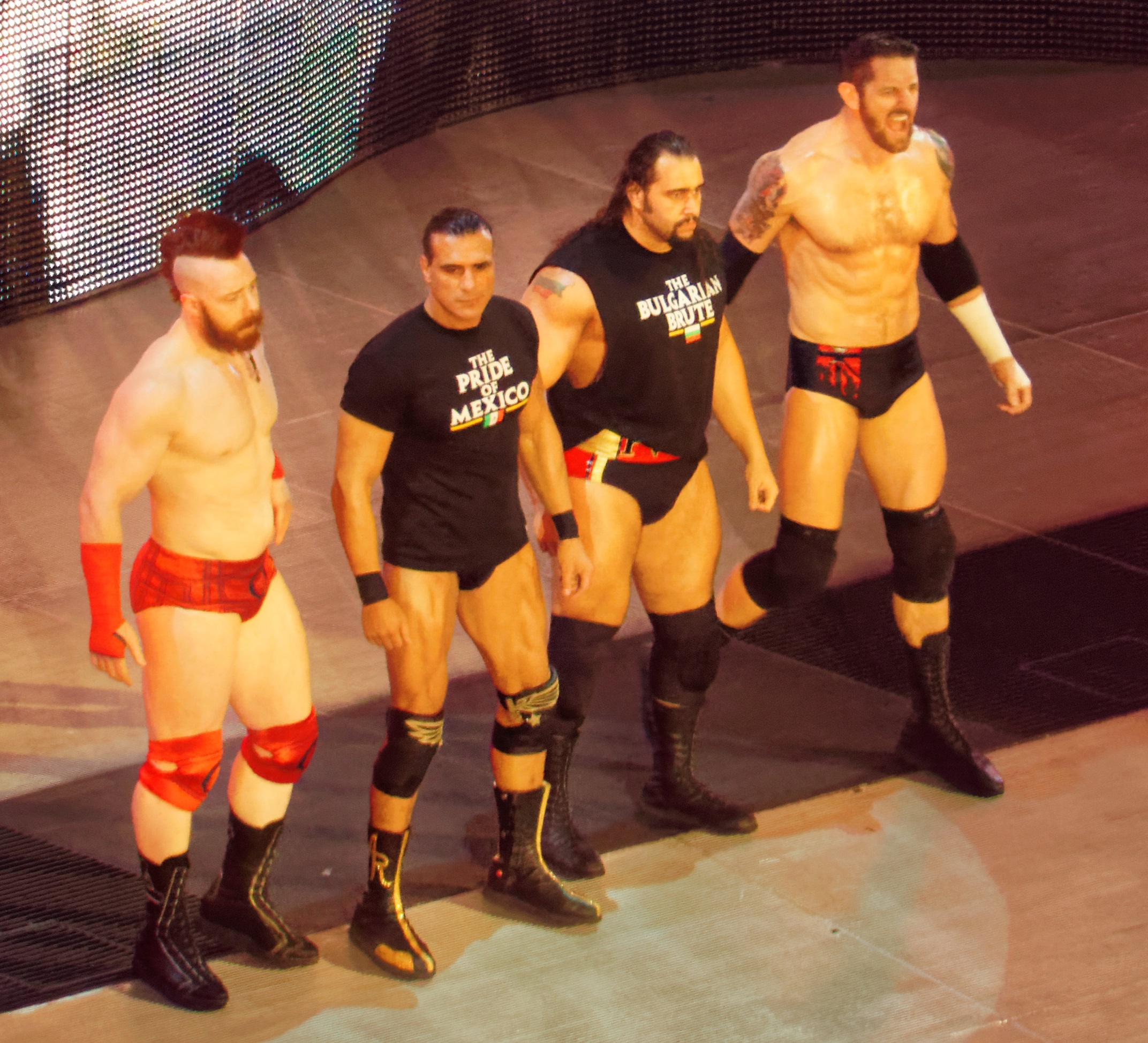
Sheamus, Del Rio, Rusev et King Barrett.

Le 25 octobre 2015, il fait son retour accompagné de Zeb Colter à Hell in a Cell en affrontant John Cena pour le championnat des États-Unis, match qu'il remporte et devient champion des États-Unis pour la première fois de sa carrière . Le 16 novembre à Raw, il bat Kalisto et se qualifie pour les demi-finales du tournoi pour le WWE World Heavyweight Championship qui a lieu aux Survivor Series où il affrontera Dean Ambrose pour une place en finale du tournoi qui aura lieu le soir même. Lors des Survivor Series, il perd face à Roman Reigns et n'arrive pas à se qualifier pour la finale du tournoi pour le championnat du monde de la WWE vacant.
Le 30 novembre à Raw, Del Rio est annoncé comme étant membre de la nouvelle équipe de Sheamus appelé « League of Nations » aux côtés de King Barrett, Rusev et Sheamus. Lors de TLC, il bat Jack Swagger, en conservant son titre dans un match de chaises.
Lors du Raw du 11 janvier 2016, il perd son titre face à Kalisto. Il récupère son titre le lendemain à SmackDown dans un match revanche.
Lors du Royal Rumble, il perd son titre au profit de Kalisto. Il participe également au Royal Rumble en entrant en 26e position, mais se fait éliminer par Roman Reigns à la 23e position. Lors de Fastlane, il perd son match face à Kalisto dans un Two Out of Three Falls match.
Le 28 avril, le clan se dissout.

#### Retour en solo, suspension et départ (2016)
Le 26 mai à Smackdown, il bat Zack Ryder et se qualifie pour le Money in the Bank Ladder match de Money in the Bank, où Dean Ambrose remporte la malette puis l'encaisse le soir même pour gagner le titre poids-lourds de la WWE.
Le 17 août, il est suspendu 30 jours par la WWE à la suite d'un contrôle dans le cadre de la politique de bien-être qui rèvèle une prise de testostérone,. Il décide de ne pas revenir à la WWE et de ne pas renouveler son contrat, parce qu'il pense être sous-utilisé depuis son retour dans la compagnie et trouve un accord avec la direction pour anticiper son départ le 9 septembre,.

### Impact Wrestling (2017-2018)
Il fait ses débuts à Impact Wrestling le 9 mars 2017 sous le nom d'Alberto El Patrón en demandant un match pour le championnat poids lourds d'Impact détenu par Lashley, mais EC3 arrive et dit qu'il faut mériter sa chance pour ce titre. Le combat est quand même officialisé dans la soirée, et, El Patrón bat Lashley et devient le nouveau champion poids lourds d'Impact.
Le 11 mai, il bat Magnus et remporte le championnat global de la GFW. Lors de Slammiversary XV, il bat Lashley et remporte le championnat poids lourds d'Impact, qu'il unifie avec le championnat global de la GFW. Le 14 août, il est suspendu et perd par conséquent son titre.
Le 5 novembre, il est de retour à Impact et s'en prend à Johnny Impact, lui coûtant sa chance de devenir champion du monde.
Le 7 avril, il est renvoyé de Impact Wrestling parce qu'il ne s'est pas présenté au show Impact Wrestling vs Lucha Underground.

## Carrière de combattant d'arts martiaux mixtes (2001-2010)
En 2001, il commence à faire des combats d'arts martiaux mixtes en plus de faire du catch. Il s'entraîne pour cela auprès de Marco Ruas. Il lutte masqué sous le nom de Dos Caras Jr. et fait ses premiers combats au Japon au sein de la Deep. Pour son premier combat, il bat Kengo Watanabe le 18 août 2001 par KO technique quand ce dernier se casse un bras après une belly to belly suplex. Il perd son second combat face à ce dernier le 30 mars 2002 après un étranglement arrière durant la seconde reprise. Au sein de cette fédération, il y fait trois autres combats et a finalement un record de trois victoires pour deux défaites.
Il combat ensuite à la Pride Fighting Championships où il perd ses deux combats d'abord face à Mirko Filipović le 5 octobre 2003 par KO après un coup de pied au visage à la première reprise puis le 1er février 2004 face à Kazuhiro Nakamura par décision unanime,.

## Palmarès

### En arts martiaux mixtes
| 15 combats           | 9 victoires | 6 défaites |
| Par KO               | 2           | 2          |
| Par soumission       | 7           | 2          |
| Sur décision         | 0           | 1          |
| Par disqualification | 0           | 1          |

| Résultat | Record | Adversaire        | Méthode                                 | Événement                           | Date              | Round | Temps | Lieu                | Notes                                                         |
| -------- | ------ | ----------------- | --------------------------------------- | ----------------------------------- | ----------------- | ----- | ----- | ------------------- | ------------------------------------------------------------- |
| Défaite  | 9-6    | Tito Ortiz        | Soumission (étranglement arrière)       | Combate Americas - Tito vs. Alberto | 7 décembre 2019   | 1     | 3:10  | Hidalgo, États-Unis |                                                               |
| Défaite  | 9-5    | Mamoru Yamamoto   | KO technique (coups de poing)           | Cage of Combat 4 - Spanish Bombs    | 27 février 2010   | 2     | 2:47  | Madrid, Espagne     |                                                               |
| Victoire | 9-4    | Arthur Bart       | KO (coup de pied à la tête)             | Cage of Combat 3 - San Vale Tudo    | 13 février 2010   | 1     | 3:51  | Torreón, Mexique    |                                                               |
| Victoire | 8-4    | Toshiyuki Moriya  | Soumission (clé cervicale)              | Cage of Combat 1                    | 26 décembre 2009  | 1     | 3:17  | Veracruz, Mexique   | Premier combat à la Cage of Combat                            |
| Victoire | 7-4    | Ignacio Laguna    | Soumission (étranglement arrière)       | Berkman MMA Promotions 1            | 15 décembre 2008  | 2     | 2:36  | Mexico, Mexique     |                                                               |
| Victoire | 6-4    | Hato Kiyoshi      | Soumission (étranglement arrière)       | MMA Xtreme 17                       | 15 décembre 2007  | 2     | 2:31  | Honduras            |                                                               |
| Victoire | 5-4    | Joao Tua          | Soumission (étranglement en guillotine) | MMA Xtreme 14                       | 13 octobre 2007   | 1     | 2:41  | Honduras            |                                                               |
| Victoire | 4-4    | George King       | Soumission (étranglement arrière)       | Vale Tudo Fighters Mexico           | 27 mai 2006       | 1     | 4:00  | Mexico, Mexique     |                                                               |
| Défaite  | 3-4    | Kazuhiro Nakamura | Décision unanime                        | Pride 27 - Inferno                  | 1er février 2004  | 3     | 5:00  | Osaka, Japon        |                                                               |
| Défaite  | 3-3    | Mirko Filipović   | KO (coup de pied à la tête)             | Pride - Bushido 1                   | 5 octobre 2003    | 1     | 0:46  | Saitama, Japon      | Premier combat à la Pride Fighting Championships              |
| Victoire | 3-2    | Brad Kohler       | Soumission (blessure à l'épaule)        | Deep - 12th Impact                  | 15 septembre 2003 | 1     | 1:25  | Tokyo, Japon        |                                                               |
| Défaite  | 2-2    | Hiroyuki Ito      | Disqualification                        | Deep - 9th Impact                   | 5 mai 2003        | 1     | 3:21  | Tokyo, Japon        | Dos Caras Jr. a saisi les cordes causant sa disqualification. |
| Victoire | 2-1    | Tatsuaki Nakano   | Soumission (étranglement arrière)       | Deep - 6th Impact                   | 7 septembre 2002  | 1     | 4:05  | Tokyo, Japon        |                                                               |
| Défaite  | 1-1    | Kengo Watanabe    | Soumission (étranglement arrière)       | Deep - 4th Impact                   | 30 mars 2002      | 2     | 3:52  | Nagoya, Japon       | Première défaite en arts-martiaux mixtes.                     |
| Victoire | 1-0    | Kengo Watanabe    | KO Technique                            | Deep - 2nd Impact                   | 18 août 2001      | 1     | 0:50  | Yokohama, Japon     | Watanabe se fracture un de ses bras.                          |

### En catch

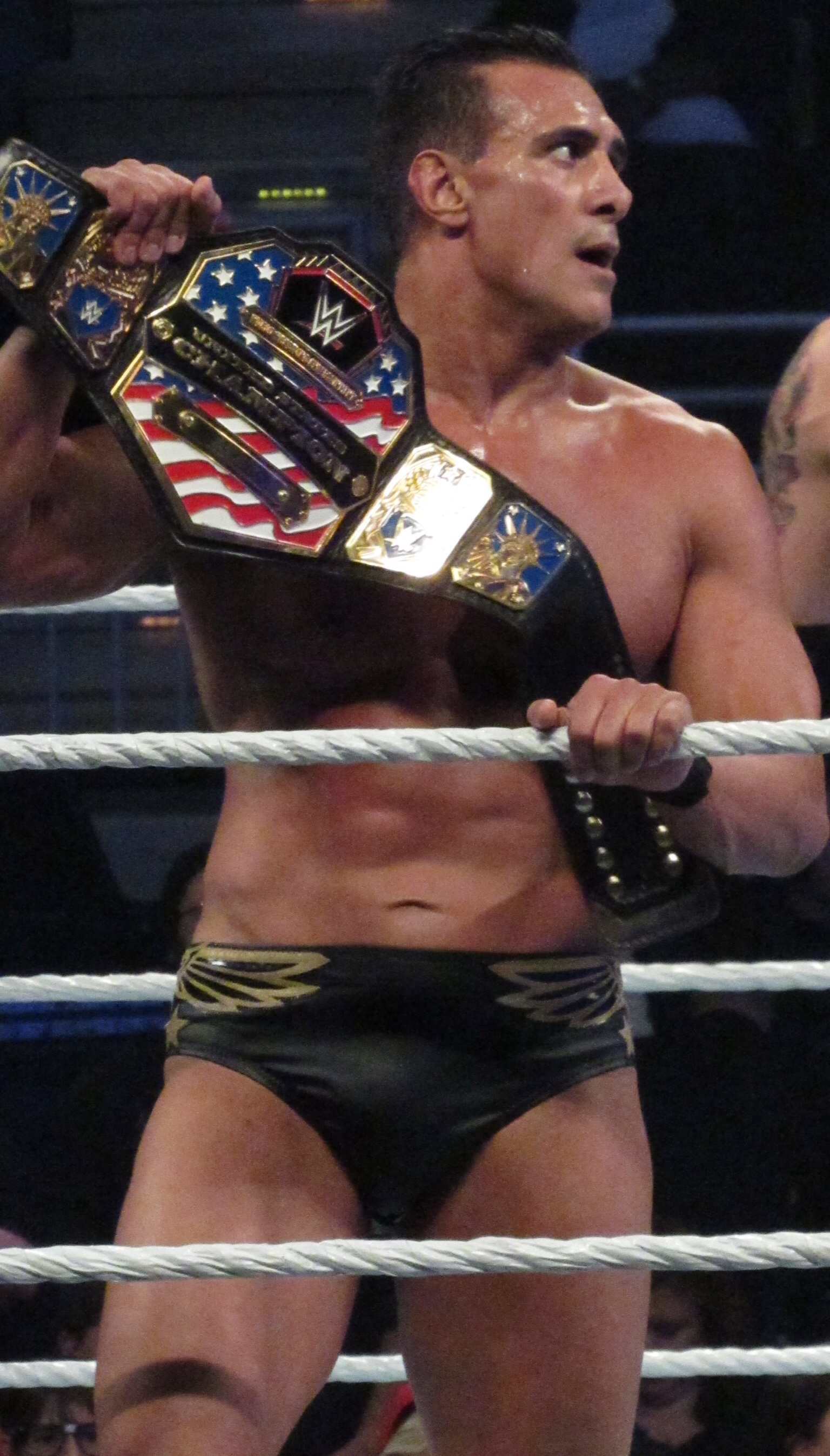
Del Rio en tant que Champion des États-Unis de la WWE

- Asistencia Asesoría y Administración
  - 1 fois AAA Mega Champion
  - Lucha Libre World Cup (2015) avec Myzteziz et Rey Mysterio Jr.

- Big League Wrestling
  - 1 fois BLW World Heavyweight Champion (actuel)

- Consejo Mundial de Lucha Libre
  - 1 fois CMLL World Heavyweight Champion
  - CMLL La Copa Junior (2006)

- Global Force Wrestling
  - 1 fois GFW Global Champion
  - 1 fois Unified GFW World Heavyweight Champion

- Qatar Pro Wrestling
  - 1 fois QPW World Heavyweight Champion (actuel)

- World Wrestling Entertainment
  - 2 fois Champion de la WWE[81]
  - 2 fois Champion du Monde Poids-Lourds
  - 2 fois Champion des États-Unis
  - Bragging Rights Trophy (2010) avec Team SmackDown (Big Show, Rey Mysterio, Jack Swagger, Edge, Tyler Reks et Kofi Kingston)
  - Vainqueur du Royal Rumble 2011
  - Vainqueur du Money in the Bank de Raw en 2011

- World Association Of Wrestling
  - 1 fois WAW United Kingdom Champion[82]

- World Wrestling League
  - 1 fois WWL World Heavyweight Champion

### Résultats des matchs à enjeu (Luchas de apuestas)
| # | Vainqueur (enjeu)           | Perdant (enjeu)      | Date        | Lieu   | Notes                         |
| - | --------------------------- | -------------------- | ----------- | ------ | ----------------------------- |
| 1 | Alberto El Patrón (cheveux) | Brian Cage (cheveux) | 9 août 2015 | Mexico | Au cours de Triplemanía XXIII |

## Récompenses de magazines
- Pro Wrestling Illustrated

| Année | 2005 | 2006 | 2007 | 2008 | 2009 | 2010 | 2011 | 2012 | 2013 | 2014 | 2015 | 2016 | 2017 | 2018 |
| ----- | ---- | ---- | ---- | ---- | ---- | ---- | ---- | ---- | ---- | ---- | ---- | ---- | ---- | ---- |
| Rang  | 160  | 45   | 11   | 73   | 88   | 83   | 6    | 10   | 8    | 22   | 9    | 29   | 37   | 78   |

- Wrestling Observer Newsletter
  - Meilleur Gimmick (2010)[85]
  - 6e catcheur le plus sur-estimé en 2013 et 10e dans cette catégorie en 2015[86]

## Vie privée
- Rodríguez était marié à une femme prénommée Angela depuis 2003 et ils ont deux enfants[87],[88].
- À la suite de plusieurs rumeurs, sa relation amoureuse avec la lutteuse de la WWE Paige, de 15 ans sa cadette, est rendue publique en mai 2016[89].En octobre 2016, sa petite amie Paige le demande en mariage, dans le ring, à la fin d'un match de ce dernier à Porto Rico. En novembre 2017, Paige annonce qu'ils se sont séparés.
- D'après les dires de son ex-femme, leur relation se serait terminé fin mai 2016 et elle aurait demandé le divorce en accusant Del Rio de l'avoir trompé, en plus des conflits relationnels. Cependant, Del Rio et ses avocats déclarent que leur mariage est rompu depuis 2015 pour cause de "traitement cruel" de la part d'Angela[90],[91].
- Son frère Guillermo est lui aussi catcheur[92]. Il commence sa carrière à la World Wrestling Entertainment et lutte sous le nom de Memo Montenegro, la WWE met fin à son contrat fin juillet 2013. Il retourne à la WWE en 2015 et la quitte en 2016[92],[93],[94].
- Le 3 mai 2020, il est accusé d'avoir agressé sexuellement sa petite amie pendant plusieurs heures[95]. La police l'arrête et il est libéré après avoir payé une caution de 50 000 dollars[95]. Après de multiples reports, son procès devrait débuter le 13 décembre 2021[96].